# Disorderly Conduct

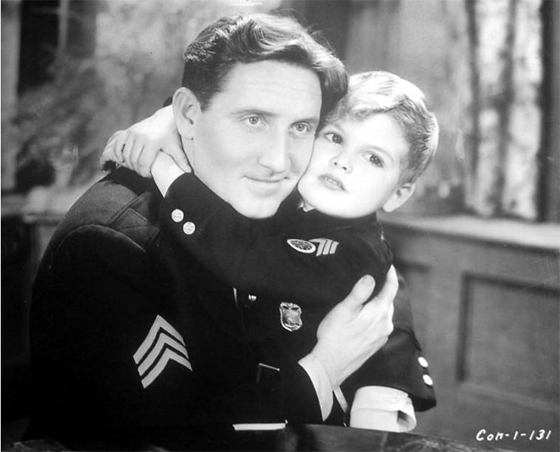
Spencer Tracy et Dickie Moore, photo promotionnelle pour le film.

Disorderly Conduct est un film américain pré-Code réalisé par John W. Considine Jr. et sorti en 1932.

## Synopsis
Un policier honnête arrête pour un excès de vitesse la fille d'un politicien corrompu. Persécuté, démotivé et démoralisé, il lutte contre le risque de devenir lui-même corrompu.

## Fiche technique
- Réalisation : John W. Considine Jr.
- Scénario : William Anthony McGuire, Winfield Sheehan[2].
- Production : William Fox
- Photographie : Ray June
- Musique : George Lipschultz
- Distributeur : Fox Film Corporation
- Durée : 82 minutes
- Date de sortie : 20 mars 1932

## Distribution
- Spencer Tracy : Dick Fay
- Sally Eilers : Phyllis Crawford
- El Brendel : Olsen
- Dickie Moore : Jimmy

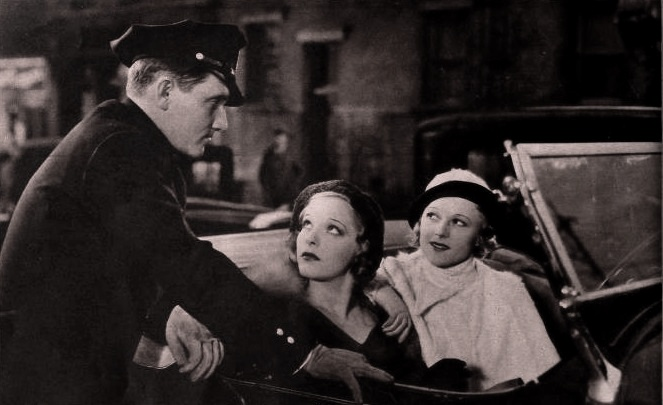
Spencer Tracy, Sally Blane et Sally Eilers, Photo extraite du film.

- Ralph Bellamy : Captain Tom Manning
- Ralph Morgan : James Crawford
- Alan Dinehart : Fletcher
- Frank Conroy : Tony Alsotto
- Cornelius Keefe : Stallings
- Geneva Mitchell : Phoebe Darnton
- Sally Blane : Helen Burke
- Nora Lane : Gwen Fiske
- Charley Grapewin : Limpy